# (693) Zerbinetta
(693) Zerbinetta ist ein Asteroid des Hauptgürtels, der am 21. September 1909 von dem deutschen Astronomen August Kopff in Heidelberg entdeckt wurde. 
Der Asteroid wurde nach einer Figur aus der Oper Ariadne auf Naxos von Richard Strauss benannt.